# Mymoń
Mymoń – wieś w Polsce położona w województwie podkarpackim, w powiecie sanockim, w gminie Besko.
W latach 1975–1998 miejscowość administracyjnie należała do województwa krośnieńskiego.

## Historia
Odkryto tu ślady osadnictwa dackołużyckiego z przełomu epoki brązu i żelaza. Znaleziono tu również wędzidło konstrukcji huńskiej, które może też pochodzić z okresu średniowiecza. W okresie średniowiecza istniało tu grodzisko Wiślan lub Lędzian, a później niewielki zamek.
Po raz pierwszy Mymoń jest wzmiankowany w 1518 roku jako należący do dóbr królewskich, jednak bez wątpienia miejscowość istniała znaczenie wcześniej o czym świadczą wyniki badań archeologicznych na „Zamczysku”.
W połowie XIX wieku właścicielem posiadłości tabularnej w Milczy z Mymoniem był Józef Kłopotowski.
Miejsce bitwy we wrześniu 1915 roku między wojskami austriacko-pruskimi a rosyjskimi.
W okresie od 1942 do 1943 wieś znalazła się w kręgu zainteresowań misji badawczej prowadzonej przez sekcję rasową i ludoznawczą Institut für Deutsche Ostarbeit z Krakowa. Badania prowadzono m.in. w miejscowościach Sanok, Nowotaniec, Mymoń, Besko i Czerteż.

## Obiekty historyczne
- „Zamczysko” w Mymoniu nad doliną Wisłoka jest pozostałością średniowiecznego grodu Lędzian lub Wiślan[7], na którego miejscu po 1340 roku funkcjonował niewielki murowany zamek strzegącą szlaku z Przełęczy Łupkowskiej[7]. Inicjatorem budowy zamku mógł być król Kazimierz Wielki, ponieważ budowla powstała na terenie królewszczyzny[7]. W trakcie kilku różnych kampanii badawczych archeolodzy pozyskali na terenie zamku materiał zabytkowy (groty bełtów do kuszy, groty strzały, ostrogi), w tym związany z XIV-wiecznym oporządzeniem rycerskim. Murowane relikty zamku widoczne były jeszcze w latach 30. XX w.[7]
- Cmentarz wojenny z okresu I wojny światowej, na którym pochowano prawdopodobnie około 180 niezindetyfikowanych żołnierzy różnej narodowości.

## Turystyka
Przez Mymoń przechodzi rowerowy szlak etnograficzny.
- Rowerowy szlak etnograficzny – 31 km. Pętla: Rymanów-Zdrój, Rymanów, Bartoszów, Sieniawa, Mymoń, Pastwiska, Rudawka Rymanowska, Wisłoczek, Rymanów-Zdrój.